# Рибцуник Ганна Михайлівна
Га́нна Рибцу́ник (6 жовтня 1957, Блищанка) — учитель, поетеса.
Народилася 1957 р. в с. Блищанці Заліщицького району.
Ганна Рибцуник вчителює і пише вірші. Її поезії друкувались з 1974 року в газетах «Колос», «Вільне життя», в журналі «Українська мова і література в школі». Вони сповнені любов'ю до рідного краю, до людей. До поезії «Україні» музику написав заліщицький композитор Теодор Хмурич. Тепер поетеса живе в селі Садки, працює вчителем рідної мови у місцевій школі.
Видала поетичні збірки «Дорога до матері», «Щасливий будь, мій український дім».